# Rhytidocaulon splendidum
Rhytidocaulon splendidum är en oleanderväxtart som beskrevs av T.A.Mccoy. Rhytidocaulon splendidum ingår i släktet Rhytidocaulon och familjen oleanderväxter. Inga underarter finns listade i Catalogue of Life.